# Scopula mutaria
Scopula mutaria là một loài bướm đêm trong họ Geometridae.